# Tony Meola
Antonio Michael "Tony" Meola (Belleville, New Jersey, 21. veljače 1969.) bivši je američki nogometni reprezentativni vratar. Od 1996. do 2006. godine, nastupao je u najjačoj američkoj nogometnoj ligi, u MLS-u.
Za američku reprezentaciju odigrao je 100 utakmica i s njom nastupao i na Svjetskom prvenstvima u Italiji 1990., kod kuće u SAD-u 1994. i u Južnoj Koreji i Japanu 2002. godine, a s njom je osvojio i dva CONCACAF Gold Cupa (1991. i 2002.).
Protiv hrvatske reprezentacije igrao je 17. listopada 1990. godine u Zagrebu u prvoj povijesnoj prijateljskoj utakmici hrvatske nogometne reprezentacije od uspostave neovisnosti, u kojoj je Hrvatska pobijedila 2:1, a Tony Meola je proglašen najboljim igračem američke reprezentacije. 